# Dorset Downs

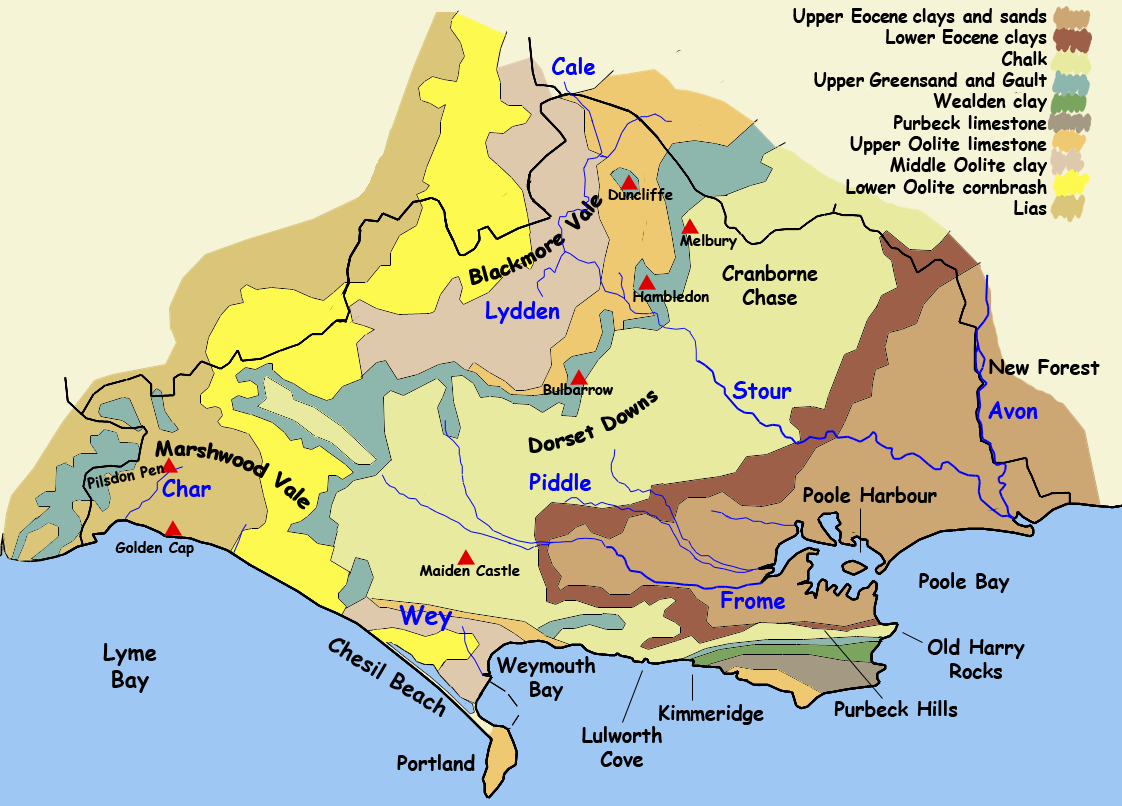
Dorset Downs

De Dorset Downs is een gebied van heuvels van krijtgesteente in het graafschap Dorset in het zuidwesten van Engeland. Deze heuvels vormen het meest westelijke deel van een formatie die, van het westen naar het oosten, ook de Cranborne Chase, Salisbury Plain, Hampshire Downs, Chiltern Hills, South Downs en North Downs omvat - tot aan de krijtrotsen van Dover.
De heuvels worden gebruikt voor landbouw en bosbouw, en vormen daarnaast een belangrijk gebied voor de winning van drinkwater.